# Тетраизоцианат кремния
Тетраизоцианат кремния — неорганическое соединение,
соль кремния и  изоциановой кислоты с формулой Si(NCO)4,
бесцветные кристаллы,
гидролизуется водой.

## Получение
- Реакция хлорида кремния(IV) и цианата серебра в бензоле:

{\displaystyle {\mathsf {SiCl_{4}+4AgOCN\ \xrightarrow {} \ Si(NCO)_{4}+4AgCl\downarrow }}}

## Физические свойства
Тетраизоцианат кремния образует бесцветные, легко гидролизующиеся кристаллы двух модификаций:
- α-Si(NCO)4, триклинная сингония, пространственная группа P 1, параметры ячейки a = 1,005 нм, b = 1,050 нм, c = 1,432 нм, α = 91,62°, β = 92,32°, γ = 99,68°, Z = 8 при –173 °C.
- β-Si(NCO)4, моноклинная сингония, пространственная группа P 21/c, параметры ячейки a = 1,078 нм, b = 0,711 нм, c = 1,027 нм, β = 99,06°, Z = 4 при температурах выше -33 °C.